# Massimiliano Salini
Massimiliano Salini (Soresina, 11 marzo 1973) è un politico italiano, presidente della Provincia di Cremona dal 2009 al 2014 ed europarlamentare a partire dal 2014.

## Studi e vita familiare
Nasce a Soresina, dove frequenta scuole elementari e medie. Frequenta il Ginnasio presso il liceo "D. Manin" di Cremona, e il triennio presso il liceo "A. Racchetti" di Crema, dove consegue la maturità classica.
Si laurea in giurisprudenza all'Università degli Studi di Milano, con una tesi in Diritto costituzionale sul tema del diritto allo studio. Durante gli anni dell'università svolge attività politica nell'ambito delle rappresentanze studentesche: prima eletto nel Senato Accademico e poi nominato Presidente della Conferenza degli Studenti e membro del Comitato Regionale di Coordinamento delle Università lombarde.

## Attività professionale
Dal 1998 al 2000 è membro dello staff del presidente della Giunta regionale lombarda, dove si occupa di politiche regionali relative alle attività economiche e produttive. A partire dal 2000 svolge l'attività di project manager presso una società operante nel settore sanitario. Dal 2006 al 2009 si occupa di Multiutilities come vicepresidente della Società Cremasca Servizi SpA, e dal 2007 come consigliere d'amministrazione di LGH Linea Group Holding, nel perimetro della quale viene inoltre nominato nel consiglio d'amministrazione di Linea Ambiente SpA.

## Attività politica
In occasione delle elezioni amministrative del giugno 2009 viene candidato alla presidenza della Provincia di Cremona, come indipendente appoggiato da una coalizione di centrodestra. Vince al primo turno. Oltre al Popolo della Libertà e Lega Nord, in Consiglio provinciale anche l'Unione di Centro ha dato l'appoggio esterno alla Giunta Salini.
Si candida alle elezioni europee del 2014 nella Circoscrizione Italia nord-occidentale (comprendente le regioni Lombardia, Piemonte, Liguria e Valle d'Aosta) per la lista Nuovo Centrodestra - Unione di Centro e ottiene 27.000 preferenze. 
Aderisce al gruppo parlamentare del Partito Popolare Europeo . A settembre 2015 lascia il Nuovo Centrodestra per aderire a Forza Italia.
Si ricandida alle elezioni europee del 2019 in Forza Italia e viene rieletto con 37.000 preferenze.
Alle elezioni europee del 2024, è ricandidato da FI nella circoscrizione nord-occidentale; e viene eletto con quasi 37.000 preferenze, il 19 giugno 2024 viene eletto vice presidente del gruppo PPE al Parlamento europeo.